# 可樂加曼陀珠噴發現象

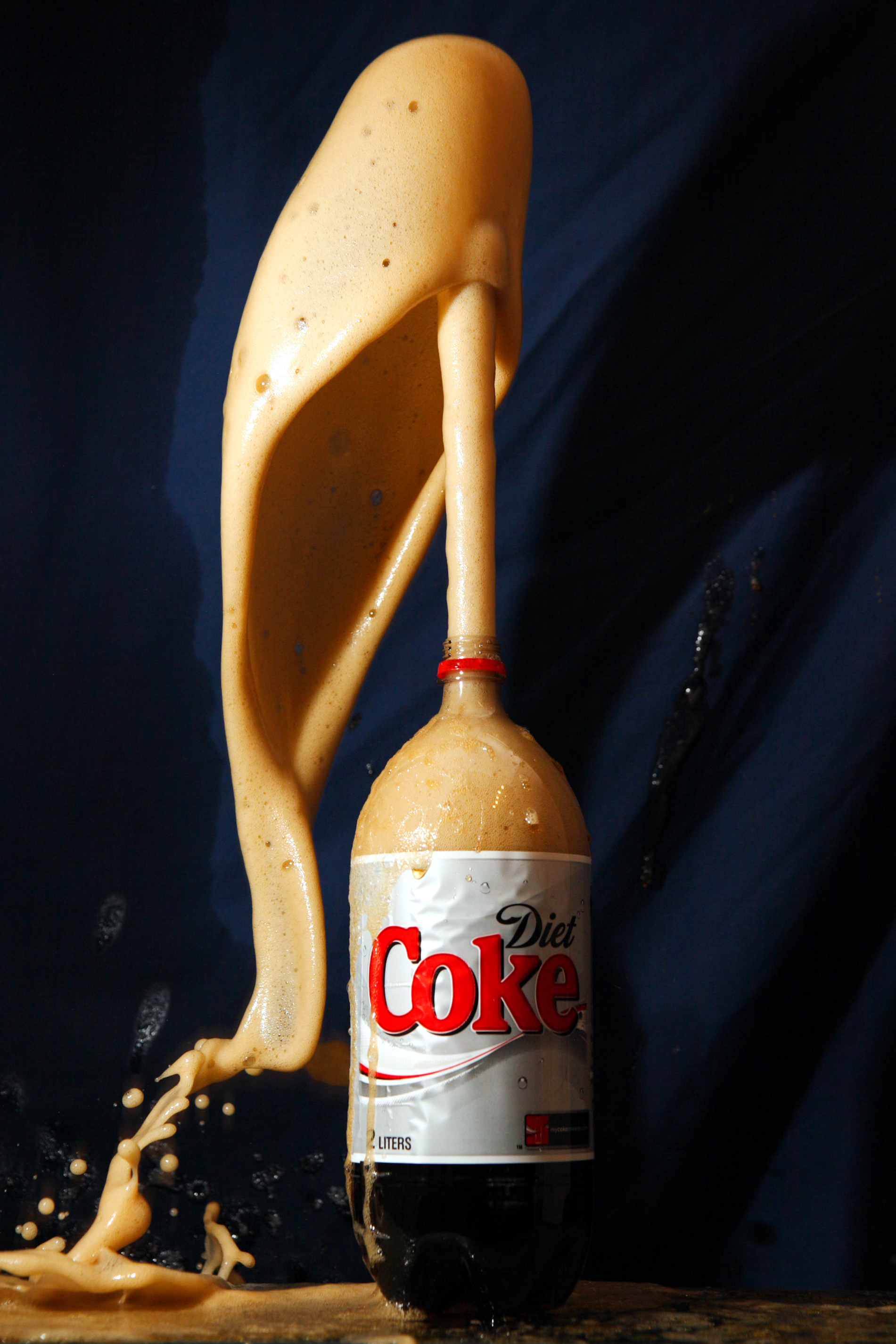
將曼陀珠投入兩公升瓶裝健怡可樂短暫之後的反應。

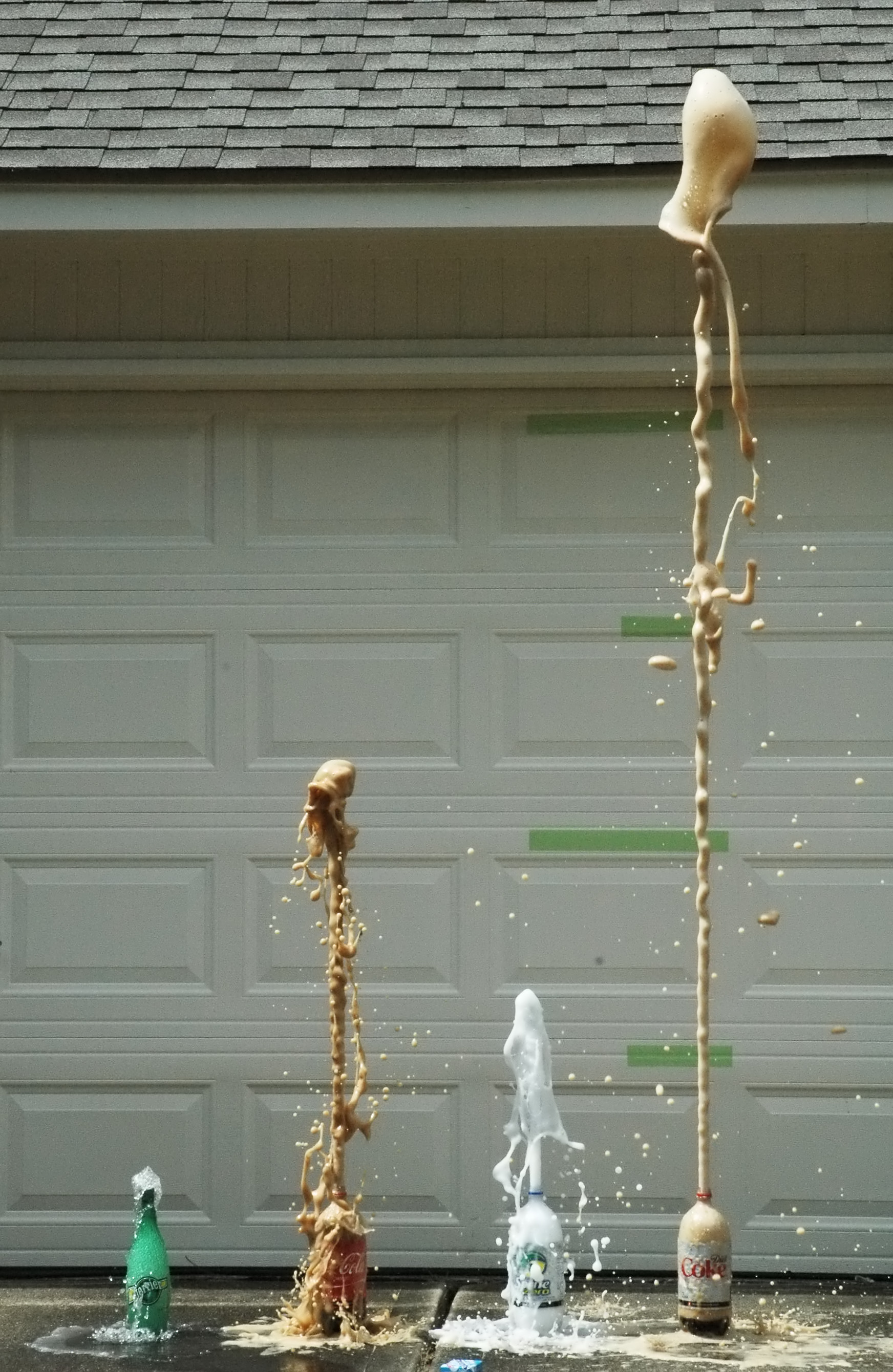
碳酸飲料分別各投入五枚曼陀珠的反應。左至右：沛綠雅、可口可樂、雪碧、健怡可樂。

可樂加曼陀珠噴發現象是碳酸飲料與曼陀珠糖果交互作用之下所產生的反應，造成飲料噴出容器。
曼陀珠表面無數的小孔會產生催化作用，釋放汽水中的二氧化碳氣體，造成大量泡沫的快速噴發。雖然任何碳酸飲料皆可產生類似反應，但這種現象是因為健怡可樂而聞名，且健怡可樂似乎能產生最佳效果。

## 成因
曼陀珠接觸可樂時，會出現快速生成泡沫的反應。
2006年，探索频道电视节目《流言終結者》在第4季第14集作出了結論，健怡可樂中的苯甲酸鉀、阿斯巴甜、以及二氧化碳加上曼陀珠成分中的明膠與阿拉伯膠（Gum arabic）皆和泡沫的形成有關。但造成噴發的最顯著成因是曼陀珠之構造所產生的成核現象。流言終結者指出，當他們測試將有平滑蠟狀表面的水果口味曼陀珠加入碳酸飲料時，幾乎沒有發生反應；然而當他們將薄荷口味曼陀珠（無平滑外膜）加入碳酸飲料時，卻造成了猛烈的噴發，證實了成核現象的推論。流言終結者表示，薄荷口味曼陀珠的外殼布滿了許多小孔，增加了產生反應的表面積（藉此增加單位時間內化學試劑之間的暴露量），使二氧化碳氣泡快速而大量地生成，造成了如噴泉般的瀉流現象。而當粗盐為此反應造成了加強的效果時，更進一步支持了這個假說。
位於北卡羅來納州布恩鎮（Boone, North Carolina）之阿巴拉契亞州立大學的一名物理學家湯妮雅·科菲（Tonya Coffey）發表了論文，詳細描述反應背後的成因與物理效應。科菲發現曼陀珠的粗糙表面幫助加速反應生成，同時也發現低熱量汽水中的阿斯巴甜有降低表面張力的效果，產生更大的反應，但咖啡因不會加速反應。

## 活動事件
2010年10月17日在菲律賓馬尼拉的SM亞洲購物中心地區，由不凡帝范梅勒糖果有限公司（菲律賓）號召的活動中，同時發射了2,865座碳酸噴泉，創下了金氏世界紀錄。
在威瑟樂團贏得葛萊美獎的《Pork and Beans》單曲MV中，以可樂加曼陀珠噴發現象作為賣點。

## 延伸閱讀
- John E. Baur, Melinda B. Baur, The Ultrasonic Soda Fountain: A Dramatic Demonstration of Gas Solubility in Aqueous Solutions, Journal of Chemical Education, vol 83 no 4, April 2006, pp577–580

## 外部連結
- About.com化學專頁上的操作指示（页面存档备份，存于）